# Ptychomitrium azoricum
Ptychomitrium azoricum là một loài rêu trong họ Ptychomitriaceae. Loài này được (Cardot) Paris mô tả khoa học đầu tiên năm 1900.